# Hunter, Arkansas
Hunter är en kommun (town) i Woodruff County i Arkansas. Orten grundades av familjen Hunt och hette först Hunt's Station före namnbytet till Hunter. Vid 2020 års folkräkning hade Hunter 103 invånare.